# All Shall Fall
All Shall Fall - album norweskiej grupy muzycznej Immortal. Wydawnictwo ukazało się 25 września 2009 roku w Europie, natomiast w Stanach Zjednoczonych płyta ukazała się 6 października 2009. W styczniu 2008 roku zespół przystąpił do prac nad albumem. Nagrania rozpoczęto w kwietniu 2009 roku w studiach Abyss i Grieghallen. Miesiąc później nagrania zostały ukończone, opublikowany został również tytuł płyty. Mastering nagrań odbył się w Blacklounge.

## Lista utworów
Opracowano na podstawie materiału źródłowego.
1. "All Shall Fall" (muz. Abbath, sł. Demonaz) – 5:57
2. "The Rise of Darkness" (muz. Abbath, sł. Demonaz) – 5:47
3. "Hordes to War" (muz. Abbath, sł. Demonaz) – 4:32
4. "Norden on Fire" (muz. Abbath, sł. Demonaz) – 6:15
5. "Arctic Swarm" (muz. Abbath, sł. Demonaz) – 4:01
6. "Mount North" (muz. Abbath, sł. Demonaz) – 5:07
7. "Unearthly Kingdom" (muz. Abbath, sł. Demonaz) – 8:30

## Twórcy
Opracowano na podstawie materiału źródłowego.
| - Abbath Doom Occulta – gitara, śpiew - Demonaz Doom Occulta – słowa - Horgh – perkusja - Apollyon – gitara basowa - Eirik "Pytten" Hundvin – inżynieria dźwięku |  | - Peter Tägtgren – produkcja muzyczna, miksowanie - Jonas Kjellgren – mastering - Pär Olofsson – okładka, oprawa graficzna - Peter Beste – zdjęcia |

## Wydania
Opracowano na podstawie materiału źródłowego.
| Rok  | Nr katalogowy          | Format              | Wytwórnia     | Region            |
| ---- | ---------------------- | ------------------- | ------------- | ----------------- |
| 2009 | NB 2303-2              | CD, Album           | Nuclear Blast | Stany Zjednoczone |
| 2009 | 27361 23032, NB 2303-2 | CD, Album           | Nuclear Blast | Niemcy            |
| 2009 | NB 2303-0              | CD, Album, Ltd, Dig | Nuclear Blast | Niemcy            |
| 2009 | NB 2303-1              | CD, Album, Ltd, Dig | Nuclear Blast | Niemcy            |
| 2009 | NB 2303-9              | LP, Pic, Ltd        | Nuclear Blast | Niemcy            |
| 2009 | IROND CD 09-1641       | CD, Album           | Irond Records | Rosja             |

## Pozycje na listach
| Lista                   | Kraj              | Pozycja |
| ----------------------- | ----------------- | ------- |
| Billboard 200           | Stany Zjednoczone | 162     |
| Suomen virallinen lista | Finlandia         | 20      |
| VG-Lista                | Norwegia          | 21      |
| Media Control Charts    | Niemcy            | 33      |
| Sverigetopplistan       | Szwecja           | 34      |
| Schweizer Hitparade     | Szwajcaria        | 45      |
| SNEP                    | Francja           | 48      |
| Ö3 Austria Top 40       | Austria           | 52      |